# Labioporella crenulata
Labioporella crenulata is een mosdiertjessoort uit de familie van de Steginoporellidae. De wetenschappelijke naam van de soort is, als Labiopora crenulata, voor het eerst geldig gepubliceerd in 1909 door Levinsen.